# Alluaudia insignis
Alluaudia insignis là một loài bọ cánh cứng trong họ Cerambycidae.